# Хлорамін
Хлорамін, або монохлорамін — хімічна сполука з формулою NH2Cl. Разом з дихлораміном (NHCl2) і трихлоридом азоту (NCl3) він є одним із трьох хлорамінів аміаку. Це безбарвна рідина з температурою плавлення −66 °C (−87 °F). Зазвичай, з ним працюють як з розбавленим водним розчином. Хлорамін надто нестійкий, щоб вимірювати його температуру кипіння.

## Очистка води
Хлорамін використовується як дезінфікуючий засіб для води. Він менш агресивний, ніж хлор, і стійкіший до світла, ніж гіпохлорити.

### Знезараження питної води
Хлорамін зазвичай використовується в низьких концентраціях як вторинний дезінфікуючий засіб у системах розподілу міської води як альтернатива хлоруванню. Хлор (в обробці води його називають вільним хлором) витісняється хлораміном, точніше, монохлораміном, який набагато менш реакційноздатний і не розсіюється так швидко, як вільний хлор. Хлорамін також має набагато нижчу, ніж вільний хлор, але все ще активну тенденцію, перетворювати органічні матеріали в хлорвуглеці, такі як хлороформ і чотирихлористий вуглець. Такі сполуки були визначені як канцерогени, і в 1979 році Агентство з охорони навколишнього середовища США (EPA) почало регулювати їх рівень у питній воді США.
Деякі з нерегульованих побічних продуктів можуть становити більший ризик для здоров'я, ніж регульовані хімікати.
Через свою кислотну природу додавання хлораміну у воду може збільшити вплив свинцю в питній воді, особливо в районах старого житла; такий вплив може призвести до підвищення рівня свинцю в крові, що може становити значний ризик для здоров'я. На щастя, водоочисні споруди можуть додавати їдкі хімікати на заводі, які мають подвійну мету: зменшити корозійну активність води та стабілізувати дезінфікуючий засіб.

### Дезінфекція басейну
У плавальних басейнах хлораміни утворюються в результаті реакції вільного хлору з амінними групами, присутніми в органічних речовинах, переважно біологічного походження (наприклад, сечовина в поті та сечі). Порівняно з вільним хлором, хлораміни менш ефективні як дезінфікуючі засоби та, якщо ними не керувати належним чином, сильніше подразнюють очі плавців. Хлораміни є причиною характерного «хлорного» запаху басейнів, який люди часто неправильно приписують елементарному хлору. Деякі набори для тестування басейнів, призначені для використання домовласниками, не розрізняють вільний хлор і хлораміни, що може ввести в оману та призвести до неоптимальних рівнів хлорамінів у воді басейну. Є також докази того, що вплив хлораміну може сприяти респіраторним проблемам, включаючи астму, серед плавців . Проблеми з диханням, пов'язані з впливом хлораміну, є поширеними серед спортсменів-плавців.
Хоча характерний запах хлораміну дехто описує як приємний і навіть ностальгічний, його утворення у воді басейну внаслідок впливу хлору на рідини організму можна звести до мінімуму, заохочуючи приймати душ та використовувати інші гігієнічні методи перед входом у басейн,, а також утримуватись від плавання під час захворювань органів травлення та робити перерви для відвідування туалету.

## Безпека
Стандарти якості питної води Агентства з охорони навколишнього середовища США обмежують концентрацію хлораміну для громадських систем водопостачання до 4 частин на мільйон (ppm) на основі середньорічного значення всіх зразків у системі розподілу. Щоб відповідати встановленим EPA обмеженням на галогеновані побічні продукти дезінфекції, багато комунальних підприємств переходять від хлорування до хлорамінування. У той час як хлорамінування виробляє менше регульованих загальних галогенованих побічних продуктів дезінфекції, воно може давати більші концентрації нерегульованих йодованих побічних продуктів дезінфекції та N-нітрозодиметиламіну . Доведено, що йодовані побічні продукти дезінфекції та N -нітрозодиметиламін генотоксичні, спричиняючи пошкодження генетичної інформації всередині клітини, що призводить до мутацій, які можуть призвести до раку .

### Випадки отруєння свинцем
У 2000 році Вашингтон, округ Колумбія, перейшов з хлору на монохлорамін, що призвело до вимивання свинцю з незамінених труб. Кількість немовлят з підвищеним вмістом свинцю в крові зросла приблизно в десять разів, а за однією оцінкою внутрішньоутробна смертність зросла на 32-63 %.
Трентон, штат Міссурі, зробив таку саму зміну, внаслідок чого приблизно одна чверть перевірених домогосподарств перевищила ліміти вмісту свинцю в питній воді EPA в період з 2017 по 2019 рік. Тільки в 2016 році 20 дітей дали позитивний результат на отруєння свинцем. У 2023 році професор Технічного університету Вірджинії Марк Едвардс сказав, що стрибки свинцю відбуваються під час кількох переключень систем водопостачання на рік через відсутність достатньої підготовки та відсутність свинцевих труб. Відсутність обізнаності комунальних служб про те, що свинцеві труби все ще використовуються, також є частиною проблеми; EPA вимагало від усіх водопровідних служб у Сполучених Штатах підготувати повну інвентаризацію свинцевих труб до 16 жовтня 2024 року

## Синтез і хімічні реакції
Хлорамін є дуже нестійкою сполукою в концентрованому вигляді. Чистий хлорамін бурхливо розкладається вище −40 °C (−40 °F). Газоподібний хлорамін при низьких тисках і низьких концентраціях хлораміну у водному розчині термічно дещо більш стабільний. Хлорамін добре розчинний у воді та ефірі, але гірше розчинний у хлороформі та чотирихлористому вуглеці .

### Виробництво
У розбавленому водному розчині хлорамін отримують реакцією аміаку з гіпохлоритом натрію :
NH 3 + NaOCl → NH 2 Cl + NaOH
Ця реакція також є першим кроком процесу Оліна Рашіга для синтезу гідразину. Реакцію необхідно проводити в слаболужному середовищі (рН 8.5–11). Діючим хлоруючим агентом у цій реакції є гіпохлоритна кислота (HOCl), яка повинна утворюватися шляхом протонування гіпохлориту, а потім реагує в нуклеофільному заміщенні гідроксилу проти аміногрупи. Реакція відбувається найшвидше при рН 8. При вищих значеннях рН концентрація гіпохлоритної кислоти нижча, при нижчих значеннях рН аміак протонується з утворенням іонів амонію (NH+
4</br> NH+
4), які далі не реагують.
Розчин хлораміну можна сконцентрувати за допомогою вакуумної дистиляції та пропускання пари через карбонат калію, який поглинає воду. Хлорамін можна екстрагувати ефіром.
Газоподібний хлорамін можна отримати в результаті реакції газоподібного аміаку з газоподібним хлором (розбавленим газоподібним азотом):
2 NH 3 + Cl 2  NH 2 Cl + NH 4 Cl
Чистий хлорамін можна отримати, пропускаючи флуороамін через хлорид кальцію:
2 NH 2 F + CaCl 2 → 2 NH 2 Cl + CaF 2

### Розкладання
Ковалентні зв'язки N−Cl хлорамінів легко гідролізуються з виділенням гіпохлоритної кислоти:
RR′NCl + H 2 O  RR′NH + HOCl
Кількісна константа гідролізу (значення К) використовується для вираження бактерицидної сили хлорамінів, яка залежить від утворення ними гіхлоритної кислоти у воді. Вона виражається наведеним нижче рівнянням і зазвичай знаходиться в діапазоні від 10 −4 до 10 −10 (2.8 для монохлораміну):
{\displaystyle K={\frac {c_{{\text{RR}}'{\text{NH}}}\cdot c_{\text{HOCl}}}{c_{{\text{RR}}'{\text{NCl}}}}}}
У водному розчині хлорамін повільно розкладається на азот і хлорид амонію в нейтральному або слаболужному (pH ≤ 11) середовищі:
3 NH 2 Cl → N 2 + NH 4 Cl + 2 HCl
Однак лише кілька відсотків від 0,1 Розчин М хлораміну у воді розкладається за формулою за кілька тижнів. При значеннях рН вище 11 повільно відбувається така реакція з гідроксид-іонами:
3 NH 2 Cl + 3 OH − → NH 3 + N 2 + 3 Cl − + 3 H 2 O
У кислому середовищі при значеннях рН близько 4 хлорамін диспропорціонує з утворенням дихлораміну, який, у свою чергу, знову диспропорціонує при значеннях рН нижче 3 з утворенням трихлориду азоту:
2 NH 2 Cl + H +  NHCl 2 + NH+
4</br> NH+
4
3 NHCl 2 + H +  2 NCl 3 + NH+
4</br> NH+
4
При низьких значеннях рН домінує трихлористий азот і при рН 3–5 домінує дихлорамін. Ці рівноваги порушуються необоротним розкладанням обох сполук:
NHCl 2 + NCl 3 + 2 H 2 O → N 2 + 3 HCl + 2 HOCl

### Реакції
У воді хлорамін pH-нейтральний. Це окислювач (кислий розчин: E° = +1.48 V, в основному розчині E° = +0.81 V):
NH 2 Cl + 2 Н + + 2 e − → NH+
4</br> NH+
4 + Cl −
Реакції хлораміну включають радикальне, нуклеофільне та електрофільне заміщення хлору, електрофільне заміщення водню та окисне приєднання .
Хлорамін, як і хлорноватиста кислота, може віддавати позитивно заряджений хлор у реакціях з нуклеофілами (Nu −):
Nu − + NH 3 Cl + → NuCl + NH 3
Приклади реакцій хлорування включають перетворення в дихлорамін і трихлорид азоту в кислому середовищі, як описано в розділі розкладання.
Хлорамін також може амінувати нуклеофіли (електрофільне амінування):
Nu − + NH 2 Cl → NuNH 2 + Cl −
Амінування аміаку хлораміном з утворенням гідразину є прикладом цього механізму, який спостерігається в процесі Оліна Рашига:
NH 2 Cl + NH 3 + NaOH → N 2 H 4 + NaCl + H 2 O
Хлорамін електрофільно амінується в нейтральних і лужних середовищах, щоб почати його розкладання:
2 NH 2 Cl → N 2 H 3 Cl + HCl
Хлоргідразин (N 2 H 3 Cl), що утворюється під час саморозпаду, нестійкий і розкладається сам, що призводить до сумарної реакції розкладання:
3 NH 2 Cl → N 2 + NH 4 Cl + 2 HCl
Монохлорамін окислює сульфгідрили та дисульфіди так само, як хлорноватиста кислота, але має лише 0,4 % біоцидного ефекту HClO.